# Mirko Pejanović
Mirko Pejanović (serbisch-kyrillisch Мирқо Пејановић; * 1946 in Kladanj) ist ein bosnischer Politikwissenschaftler und Politiker in Bosnien und Herzegowina.

## Leben
Mirko Pejanović ist Professor für Politikwissenschaft an der Universität Sarajevo. In den Jahren 1992 bis 1996 gehörte er als Vertreter der Partei „Demokratisch-Sozialistische Allianz“ der Präsidentschaft von Bosnien-Herzegowina an. Gemeinsam mit anderen bosnischen Serben gründete er die Organisation Srpsko građansko vijeće (Serbischer Bürger-Rat), die sich für ein Zusammenleben von Menschen aller Nationalitäten in Bosnien und Herzegowina einsetzt und gegen eine Teilung des Landes ist.

## Schriften
- Bosansko pitanje i Srbi u BiH (Die bosnische Frage und die Serben in Bosnien-Herzegowina), 1999
- Through Bosnian Eyes: The Political Memoir of a Bosnian Serb, 2004, ISBN 978-1-55753-359-3
- Politički razvitak BiH u postdejtonskom periodu (Die politische Entwicklung in Bosnien-Herzegowina in der Nach-Dayton-Ära), 2005, ISBN 9958-41-148-2
- Local Self-Government. A Must for Democracy, Civil Society and EU-Integration, in: Peacebuilding and Civil Society in Bosnia-Herzegovina, hrsg. v. Martina Fischer, 2006, ISBN 3-8258-8793-6, S. 215–229 (Angaben zur Person auf S. 480f.)
- , Through Bosnian Eyes: The Political Memoirs of a Bosnian Serb. Sarajevo: TKD Šahinpašić, 2002, 238 pp.